# Kellie Wells (atletinja)
Kellie Wells, ameriška atletinja, * 16. julij 1982, Richmond, Virginija, ZDA.
Nastopila je na poletnih olimpijskih igrah leta 2012 in dosegla uspeh kariere z osvojitvijo bronaste medalje v teku na 100 m z ovirami. Leta 2011 je postala ameriška državna prvakinja v isti disciplini.